# Liptovská Porúbka
Liptovská Porúbka is een Slowaakse gemeente in de regio Žilina, en maakt deel uit van het district Liptovský Mikuláš.
Liptovská Porúbka telt 1.191 inwoners.